# Park Dąbie
Park Dąbie (również Park Przy Śluzie) – park miejski w Krakowie, znajdujący się w dzielnicy II Grzegórzki, na Dąbiu, pomiędzy ulicą Ofiar Dąbia na południowym zachodzie, rzeką Wisłą na południu, aleją Pokoju na północy oraz blokami znajdującymi się przy ul. Bajecznej i ul. Widok na północnym zachodzie. Park znajduje się na terenie tzw. bulwarów na Dąbiu.
Po północnej stronie parku znajduje się Kościół św. Stanisława Biskupa i Męczennika oraz Szkoła Podstawowa nr 18 im. św. Anny. Powierzchnia parku wynosi 9,16 ha.

## Charakterystyka
Obszar parku jest w większości zadrzewiony z zagospodarowaną zielenią. Park posiada rozbudowaną infrastrukturę rekreacyjną do której zaliczają się m.in.: plac zabaw, boisko do gry w koszykówkę, stoliki do gry w szachy, stoły do gry w tenisa stołowego, alejki spacerowe, drogi rowerowe, cześć siłowni oraz ścieżka zdrowia.
Wśród elementów małej architektury znajdują się: ławki, kosze na śmieci oraz tablice informacyjne.
W 2014 roku w ramach inicjatywy budżetu obywatelskiego w parku powstała ścieżka zdrowia.
15 stycznia 1945 roku w północnej części obecnego parku, niemieccy okupanci zamordowali 79 osób, głównie mieszkańców dawnej Dzielnicy XX Dąbie, co upamiętnia stosowny, niewielki pomnik. W 2017 roku na terenie parku otwarto plac zabaw pod nazwą „Smoczy Skwer”.

## Galeria

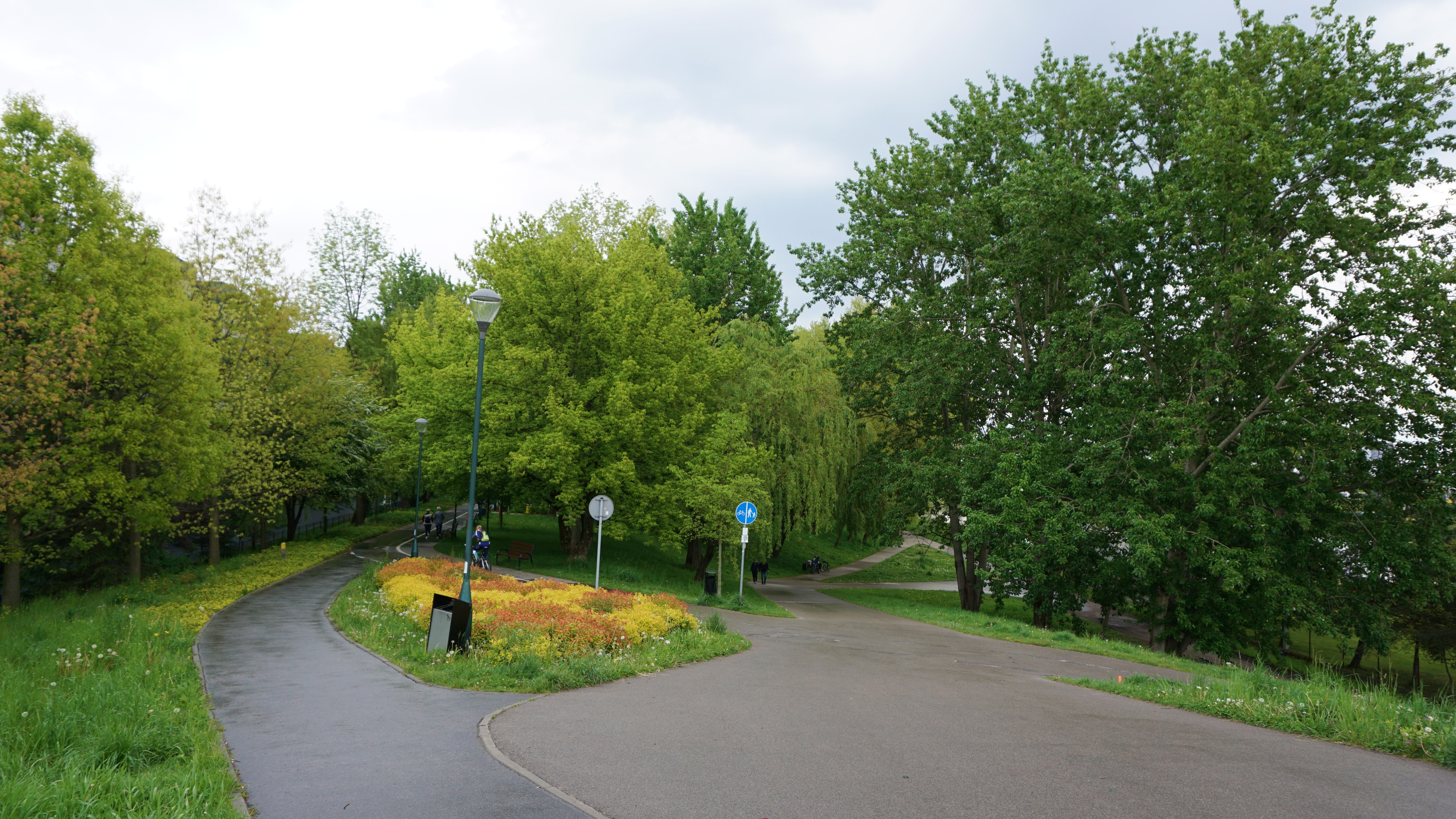
Alejki spacerowe oraz drogi dla rowerów.
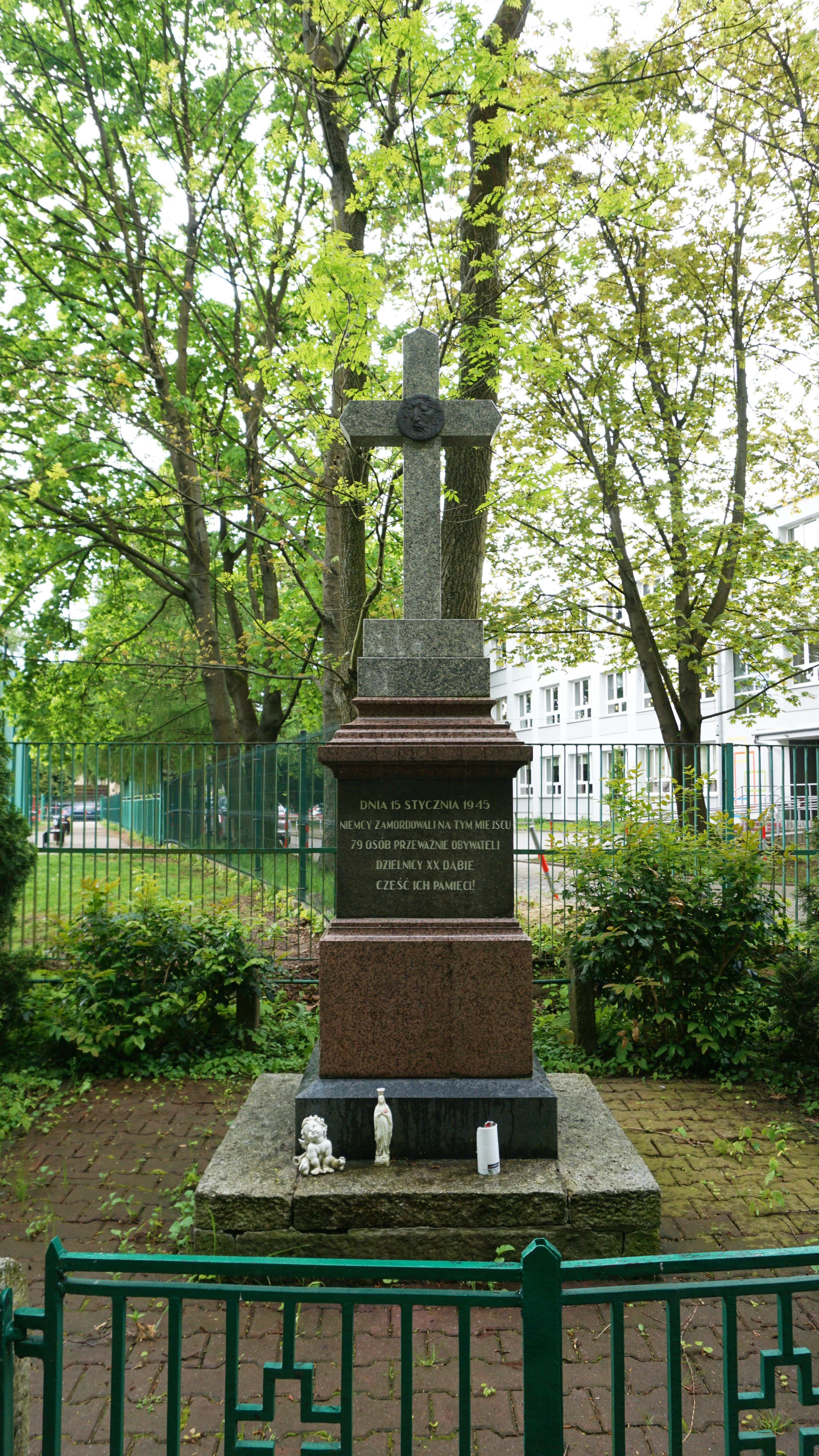
Pomnik upamiętniający 79 zamordowanych osób w trakcie II wojny światowej.
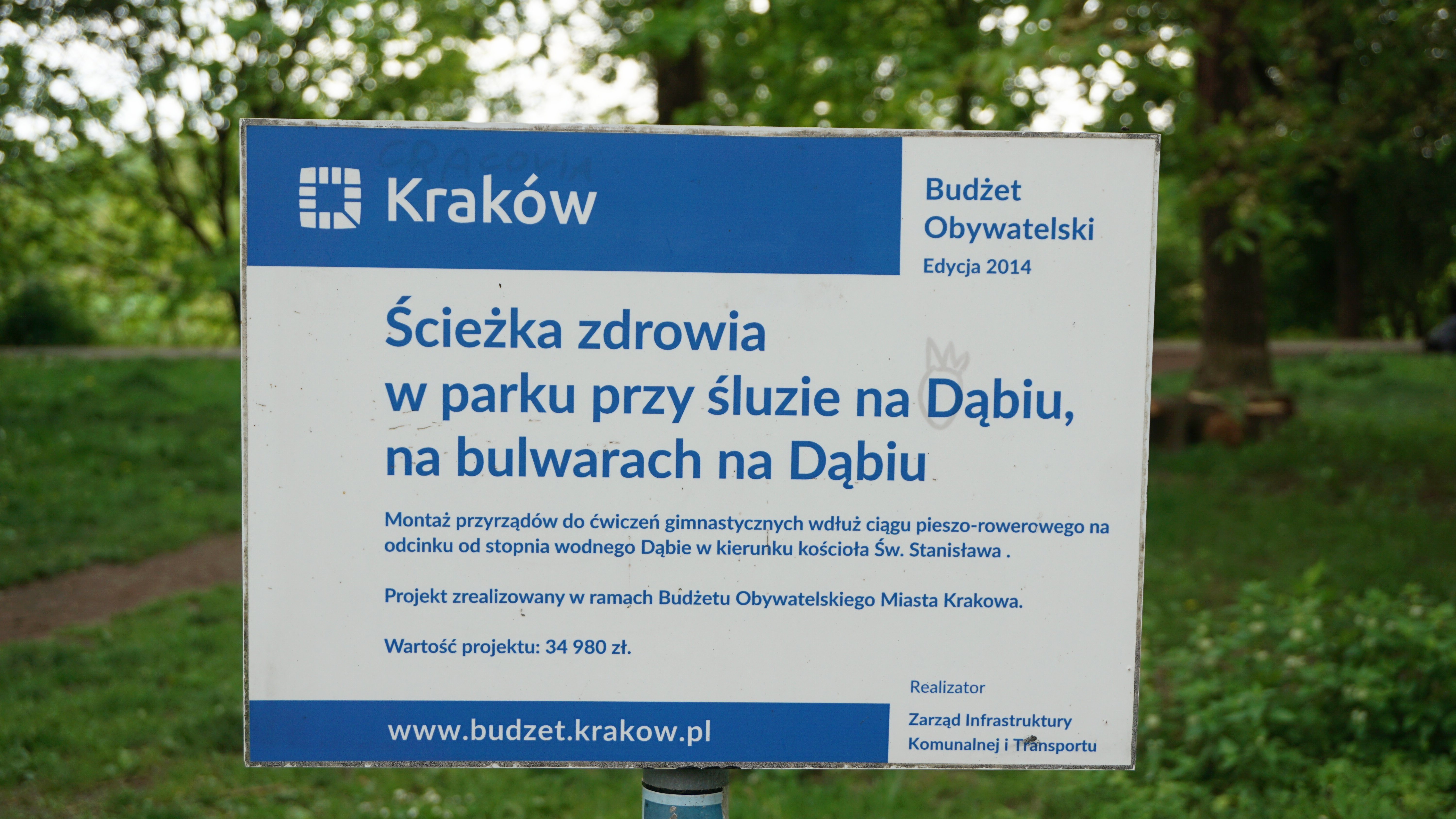
Tabliczka informująca o wybudowaniu ścieżki zdrowia.
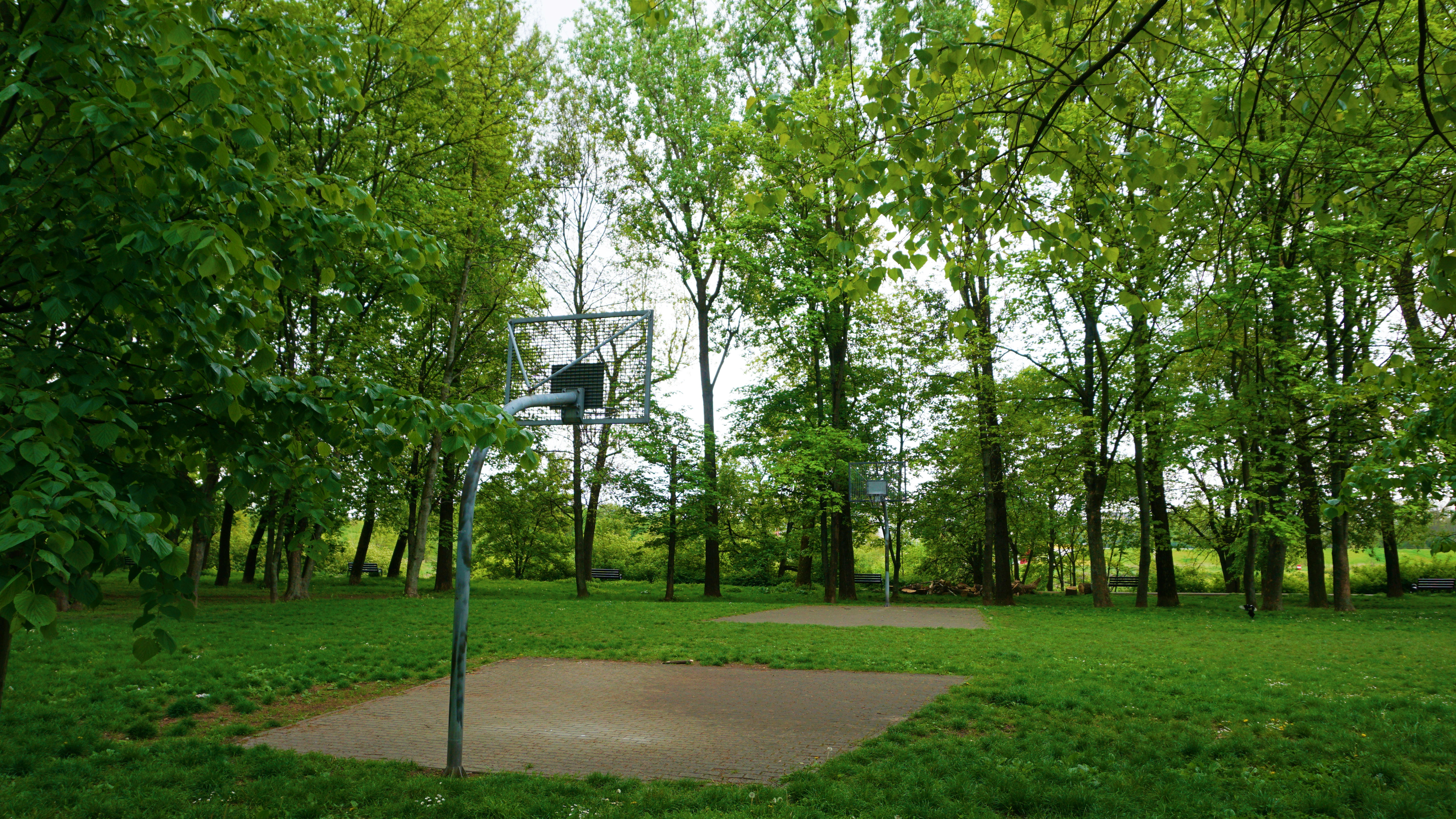
Boiska do koszykówki.
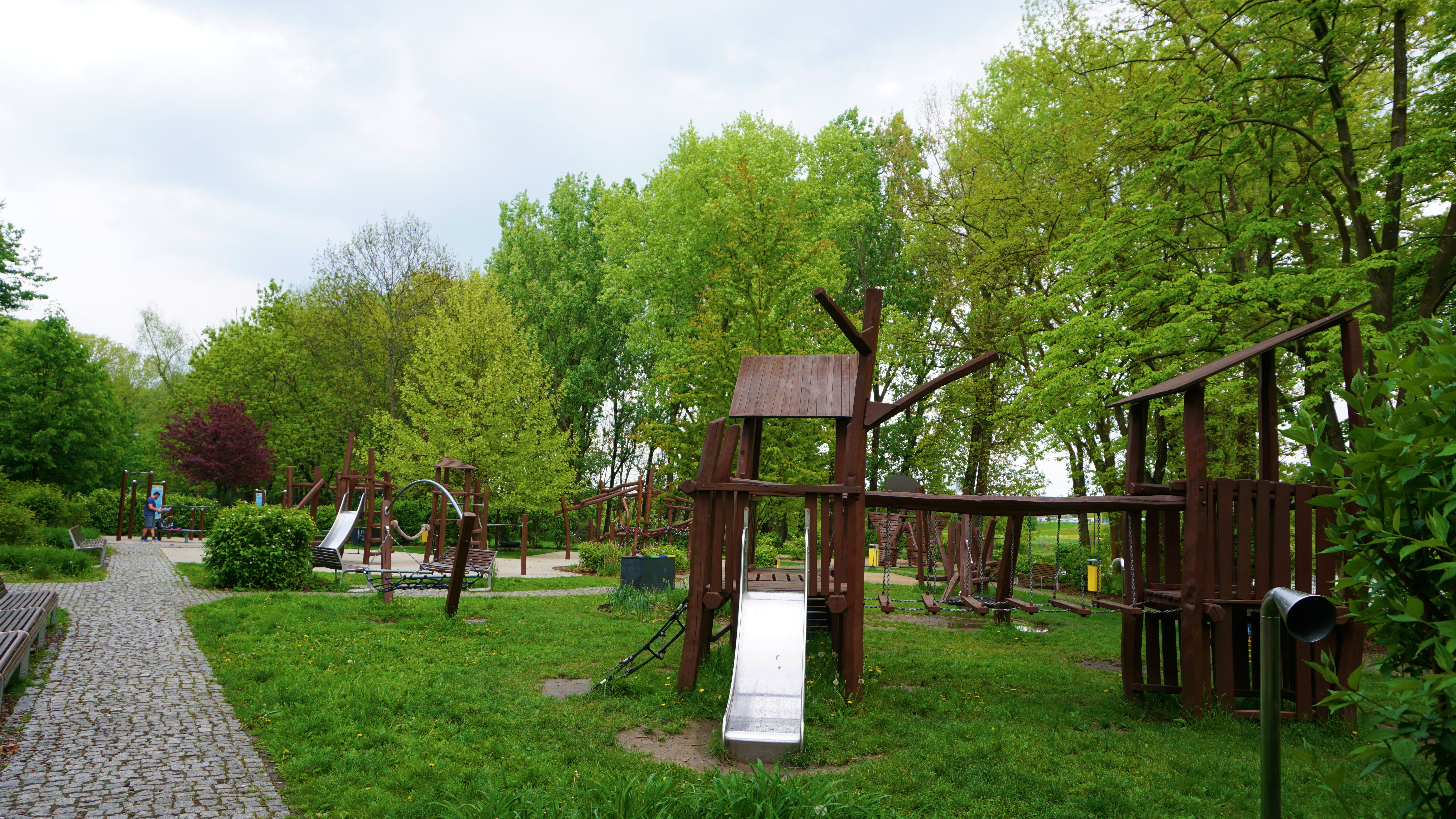
Plac zabaw „Smoczy Skwer”.
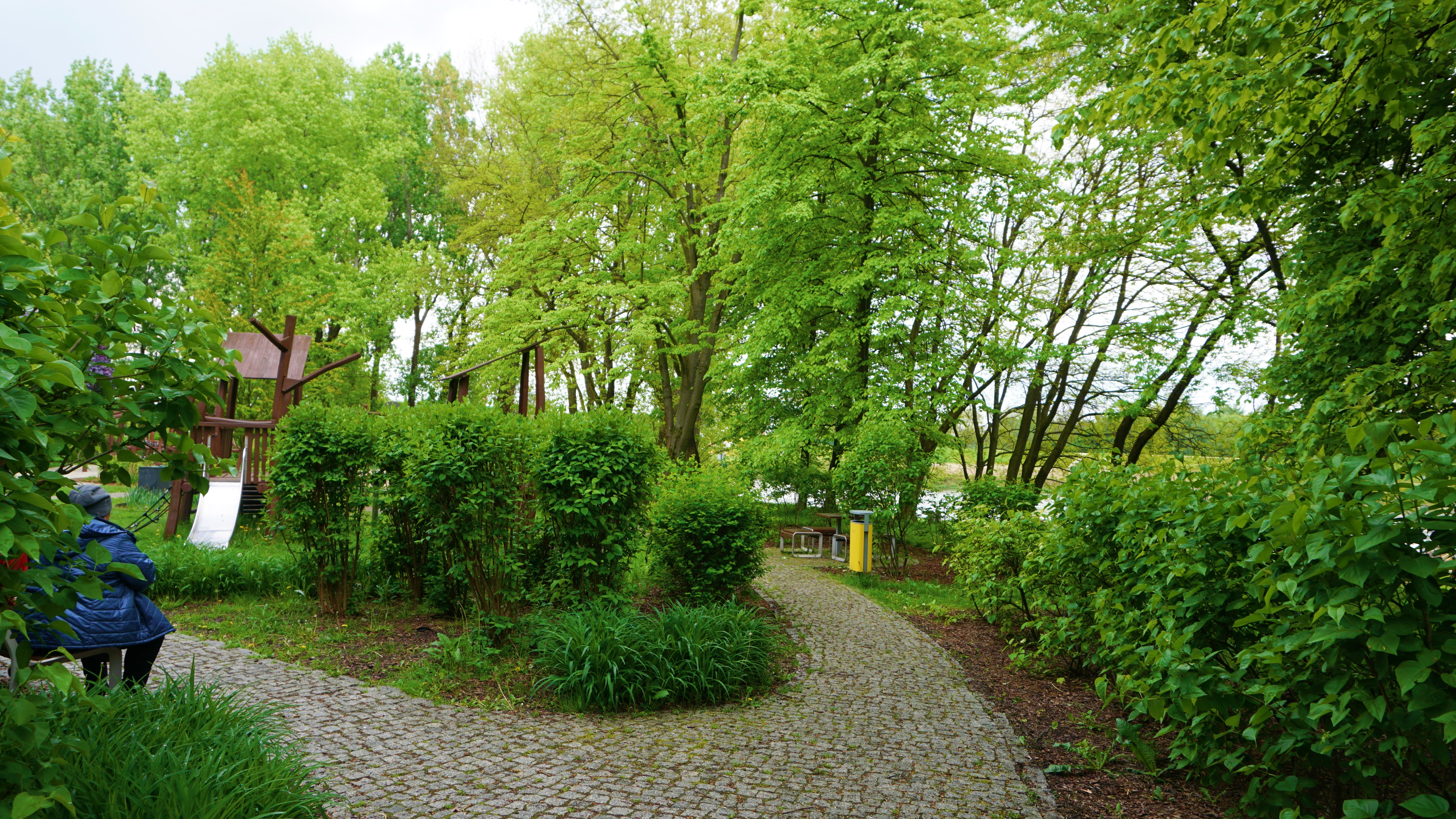
Tereny zielone.